# Ponta Delgada
Pour les articles homonymes, voir Ponta Delgada (homonymie).

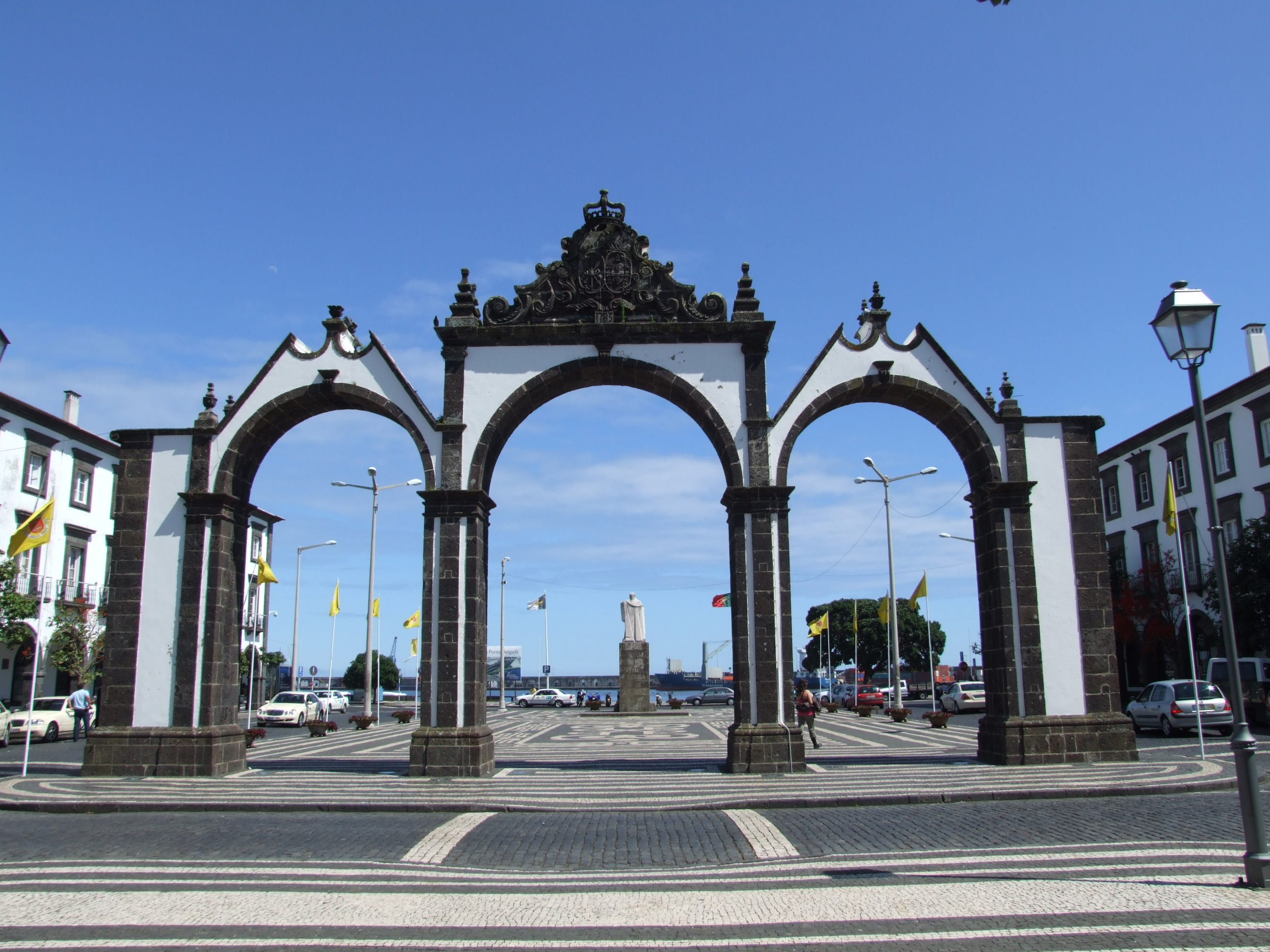
Portes de la ville

Ponta Delgada (prononcé en portugais : [ˈpõ.tɐ dɛɫˈɡa.dɐ]) est une ville portugaise, située sur la côte sud de l'île de São Miguel, dans l'archipel des Açores. C'est une des capitales administratives et le centre économique le plus important de la région autonome des Açores. C'est aussi une ville historique avec des églises et des couvents.
Vieille de plus de cinq siècles, la ville a une topographie relativement plate et est dotée d'infrastructures modernes.

## Histoire
Tout d'abord village de pêcheurs, la localité connut un développement rapide, notamment après le tremblement de terre de 1522, qui anéantit l'ancienne capitale Vila Franca do Campo. C'est alors que fut érigée une ville, qui, sous le règne de Jean III de Portugal, obtint par charte royale du 2 avril 1546 le titre de cité, la deuxième (après celle d'Angra, siège de l'évêché) à être instituée dans l'archipel.
Le chroniqueur Gaspar Frutuoso nous rapporte :
« Cette ville de Ponta Delgada est ainsi appelée, car elle se trouve près d'une pointe rocheuse, élancée et non massive comme d'autres que l'on trouve sur l'île, presque à ras d'eau, à laquelle on donna le nom de pointe de Santa Clara, d'après l'ermitage de Santa Clara qui fut édifié tout près de là... ».
Pendant la Première Guerre mondiale, elle fut bombardée le 4 juillet 1917 par le sous-marin allemand U 115. L'année suivante, Ponta Delgada accueillit une base navale de la US Navy, équipée de navires, de sous-marins et d'hydravions Curtiss MF.

## Géographie
La commune s'étend sur toute la partie ouest de l'île de São Miguel. D'une superficie de 231,90 km², est divisée en 24 freguesias. Sa population est de 68 809 habitants selon le recensement de 2011, les estimations pour 2021 indiquent une baisse moins marquée que pour la moyenne de l'archipel .
Les principaux attraits naturels de la commune sont entre autres les lacs de Sete Cidades, la Réserve forestière et de loisirs du Pinhal da Paz, la grotte du Carvão, avec un centre d'interprétation et la possibilité d'une visite guidée dans cette grotte qui passe en partie sous la ville de Ponta Delgada, l'îlot de São Roque, les îlots dos Mosteiros et la zone balnéaire de Ferraria. La commune offre aussi la possibilité de pratiquer l'observation des cétacés, la plongée sous-marine et la randonnée dans la nature.
Les Romeiros, manifestation religieuse typique de l'île, se tiennent au moment du Carême. Quelques dizaines d'hommes parcourent l'île à pied, huit jours durant, priant et chantant dans toutes les églises et chapelles qui se trouvent sur leur chemin.

### Climat
Comme pour le reste de l'archipel, le climat de Ponta Delgada est un climat tempéré océanique. L'Océan Atlantique et le Gulf Stream exercent un effet modérateur sur les températures, qui confère à la ville, à l'île de São Miguel et aux Açores en général une faible amplitude thermique. Les précipitations se répartissent d'une manière à peu près régulière sur toute l'année, bien qu'elles soient plus abondantes en hiver.
Elle est affectée en hiver, comme le reste de l'archipel, par des vents forts intenses la plupart du temps de direction sud-ouest dus passage de dépressions, alors que l'été connaît des vents venant du nord. Le ciel est souvent nuageux, d'où une insolation variable.
| Mois                                | jan.  | fév.  | mars  | avril | mai  | juin | jui. | août | sep. | oct.  | nov.  | déc.  | année   |
| ----------------------------------- | ----- | ----- | ----- | ----- | ---- | ---- | ---- | ---- | ---- | ----- | ----- | ----- | ------- |
| Température minimale moyenne (°C)   | 11,6  | 11    | 11,6  | 12,1  | 13,3 | 15,4 | 17,2 | 18,4 | 17,8 | 15,9  | 13,9  | 12,6  | 14,2    |
| Température moyenne (°C)            | 14,3  | 13,9  | 14,5  | 15,1  | 16,5 | 18,6 | 20,8 | 22   | 21,3 | 19    | 16,8  | 15,3  | 17,3    |
| Température maximale moyenne (°C)   | 17    | 16,8  | 17,3  | 18,1  | 19,7 | 21,8 | 24,3 | 25,6 | 24,7 | 22,1  | 19,6  | 17,9  | 20,4    |
| Précipitations (mm)                 | 133,4 | 107,3 | 100,4 | 72    | 53,1 | 36,7 | 29,5 | 38,4 | 86,4 | 112,6 | 130,5 | 126,8 | 1 027,1 |
| Nombre de jours avec précipitations | 22    | 19    | 18    | 17    | 15   | 14   | 13   | 11   | 16   | 18    | 20    | 21    |         |

### Démographie
| Population de la commune de Ponta Delgada (1849 – 2011) | Population de la commune de Ponta Delgada (1849 – 2011) | Population de la commune de Ponta Delgada (1849 – 2011) | Population de la commune de Ponta Delgada (1849 – 2011) | Population de la commune de Ponta Delgada (1849 – 2011) | Population de la commune de Ponta Delgada (1849 – 2011) | Population de la commune de Ponta Delgada (1849 – 2011) | Population de la commune de Ponta Delgada (1849 – 2011) | Population de la commune de Ponta Delgada (1849 – 2011) |
| ------------------------------------------------------- | ------------------------------------------------------- | ------------------------------------------------------- | ------------------------------------------------------- | ------------------------------------------------------- | ------------------------------------------------------- | ------------------------------------------------------- | ------------------------------------------------------- | ------------------------------------------------------- |
| 1849                                                    | 1900                                                    | 1930                                                    | 1960                                                    | 1981                                                    | 1991                                                    | 2001                                                    | 2011                                                    |                                                         |
| 31 344                                                  | 52 120                                                  | 54 790                                                  | 74 306                                                  | 63 804                                                  | 61 989                                                  | 65 854                                                  | 68 809                                                  |                                                         |

### Freguesias
| Nom                                 |
| ----------------------------------- |
| Ajuda da Bretanha                   |
| Arrifes                             |
| Candelária                          |
| Capelas                             |
| Covoada                             |
| Fajã de Baixo                       |
| Fajã de Cima                        |
| Fenais da Luz                       |
| Feteiras                            |
| Ginetes                             |
| Livramento                          |
| Mosteiros                           |
| Pilar da Bretanha                   |
| Relva                               |
| Remédios                            |
| Santa Bárbara                       |
| Santa Clara                         |
| Santo António                       |
| São José                            |
| São Pedro                           |
| São Roque                           |
| São Sebastião (anciennement Matriz) |
| São Vicente Ferreira                |
| Sete Cidades                        |

## Patrimoine
Sur la place Gonçalo Velho, qui s'ouvre sur le port, se dressent la statue du découvreur de l'île et les portes de la ville (XVIIIe siècle), derrière lesquelles on découvre l'Église Matrice (ou São Sebastião) et, sur la gauche, l'hôtel de ville baroque.

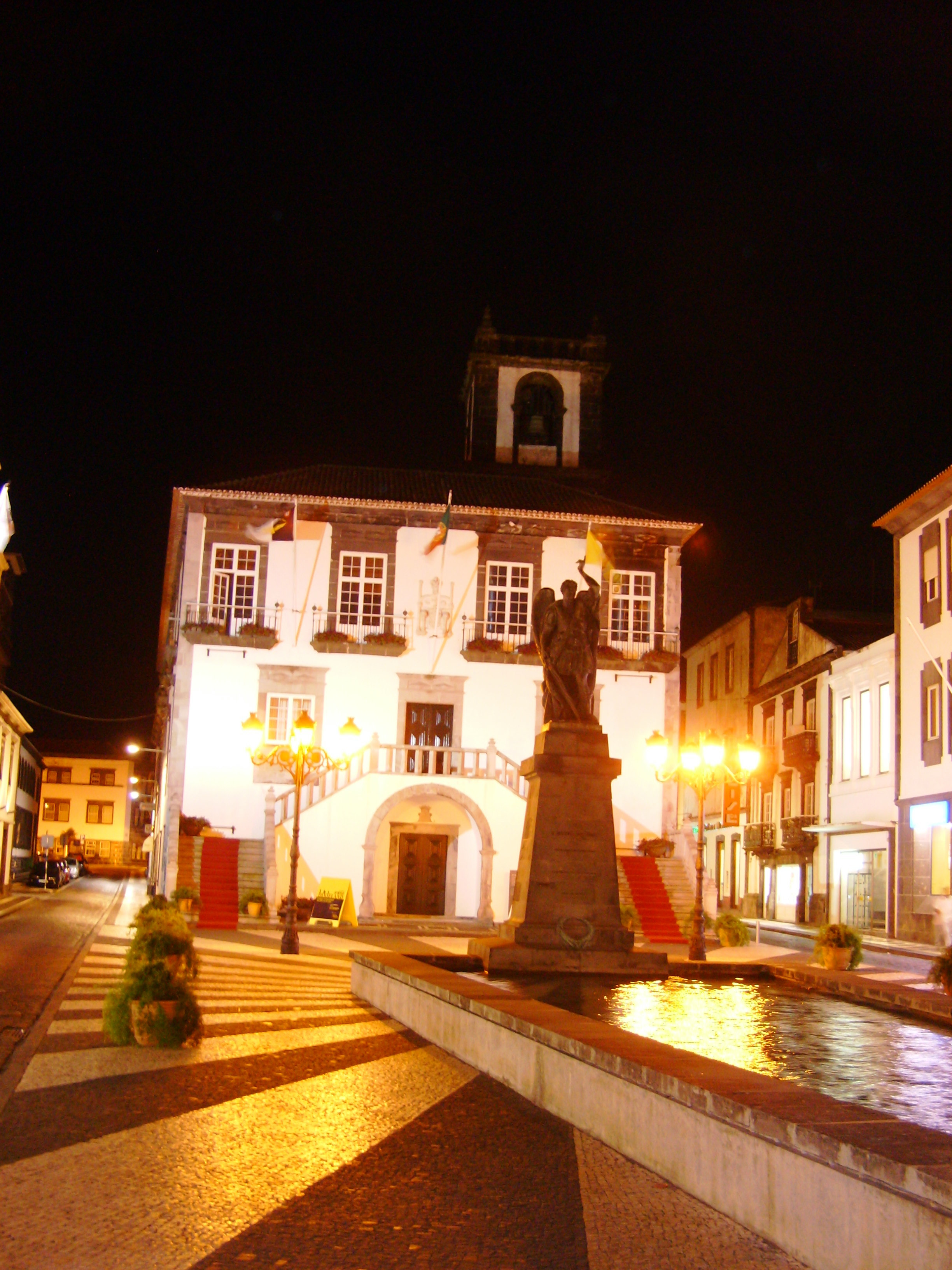
Hôtel de ville : vue nocturne
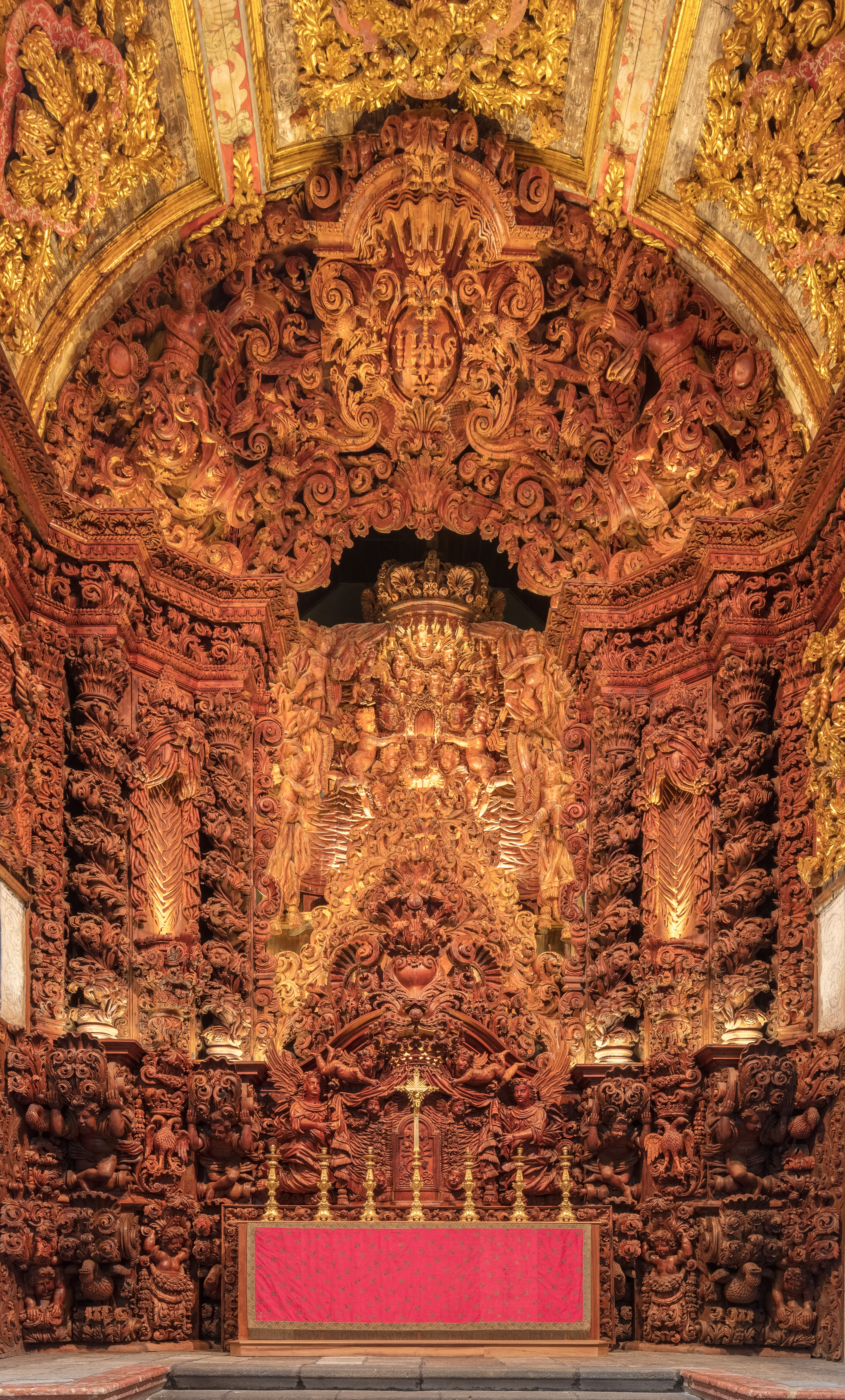
Dans l'église du Collège des Jésuites. Juillet 2020.
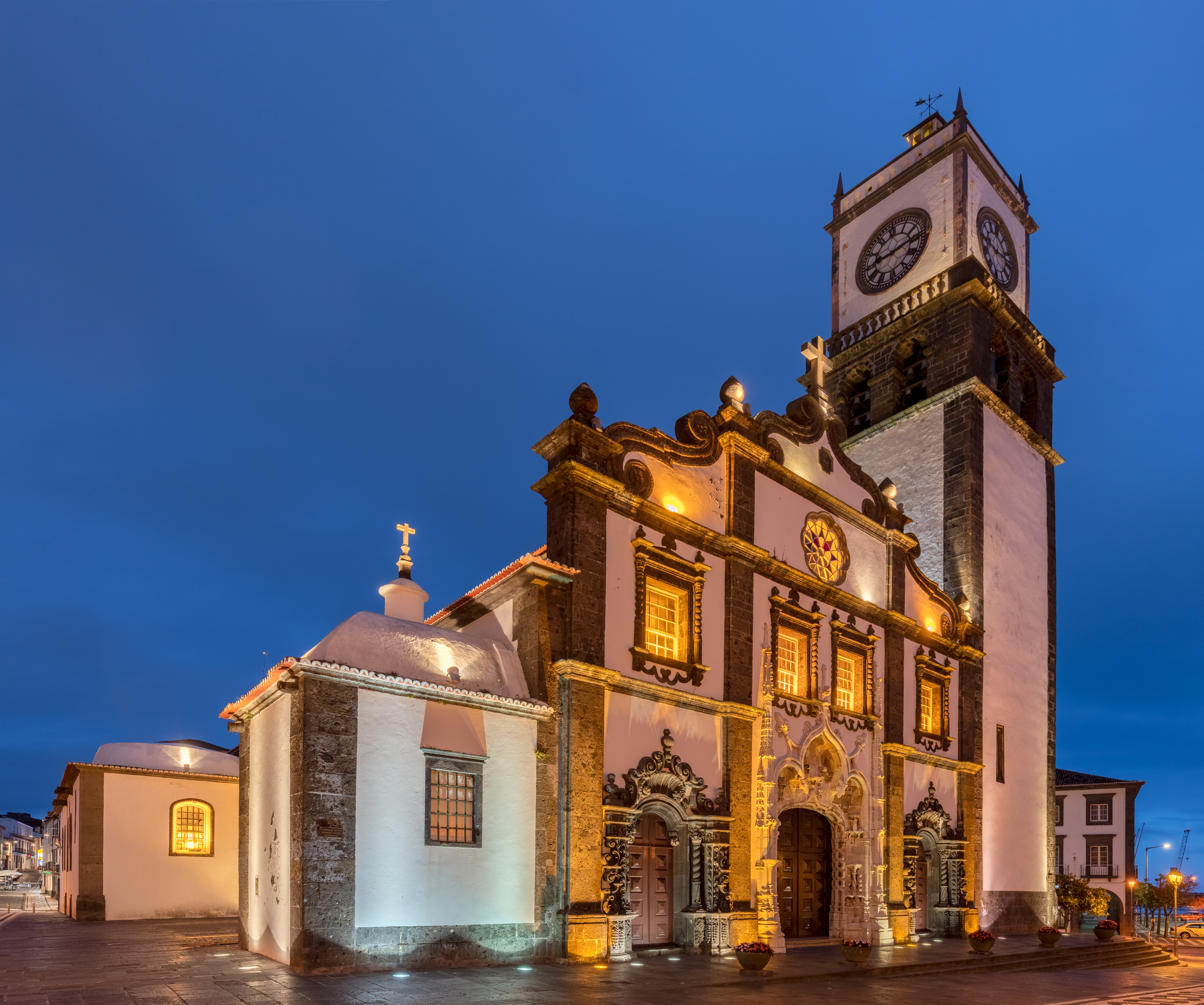
L'Église de São Sebastião. Juillet 2020.
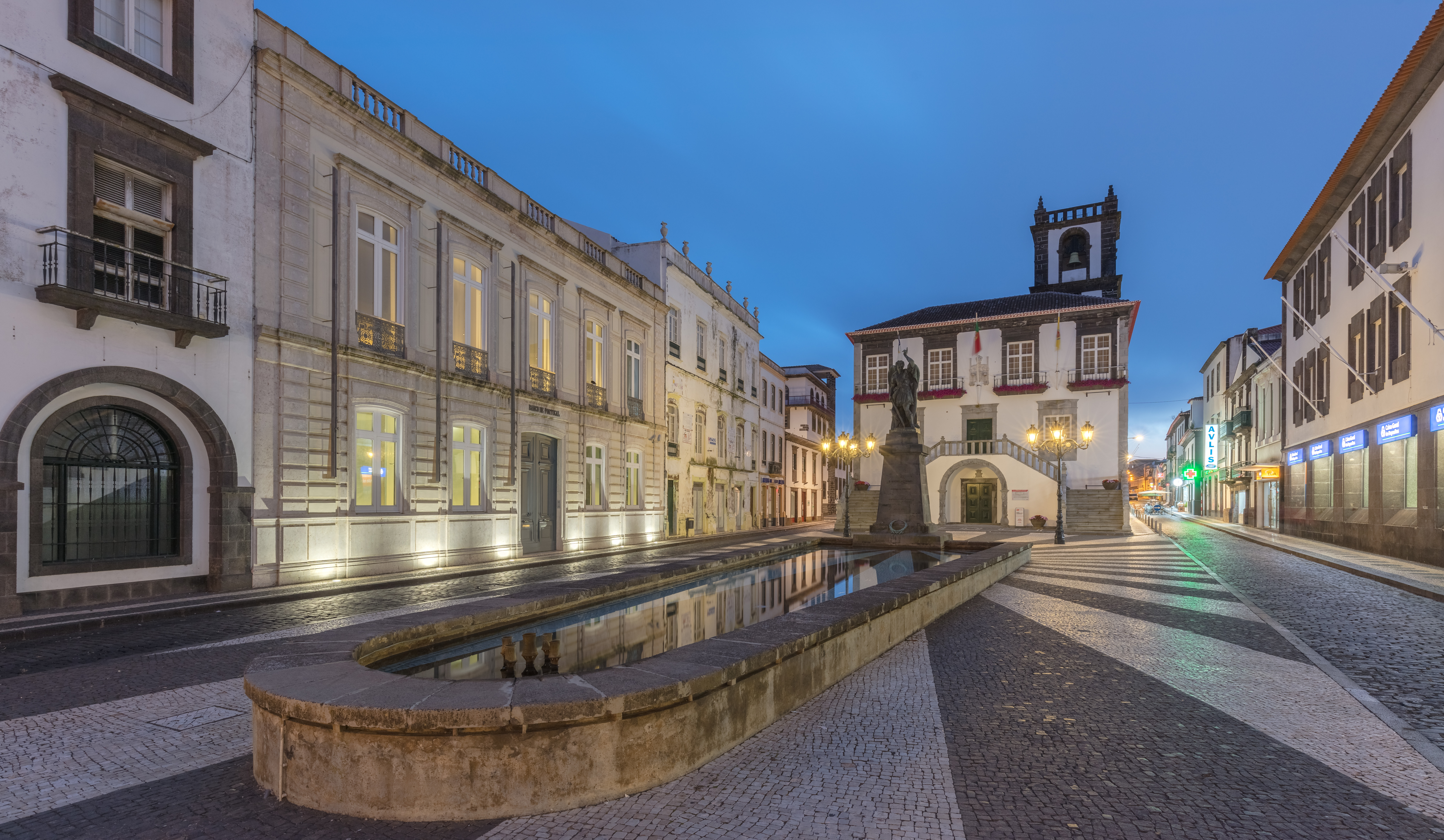
L'hôtel de ville de Ponta Delgada. Juillet 2020.
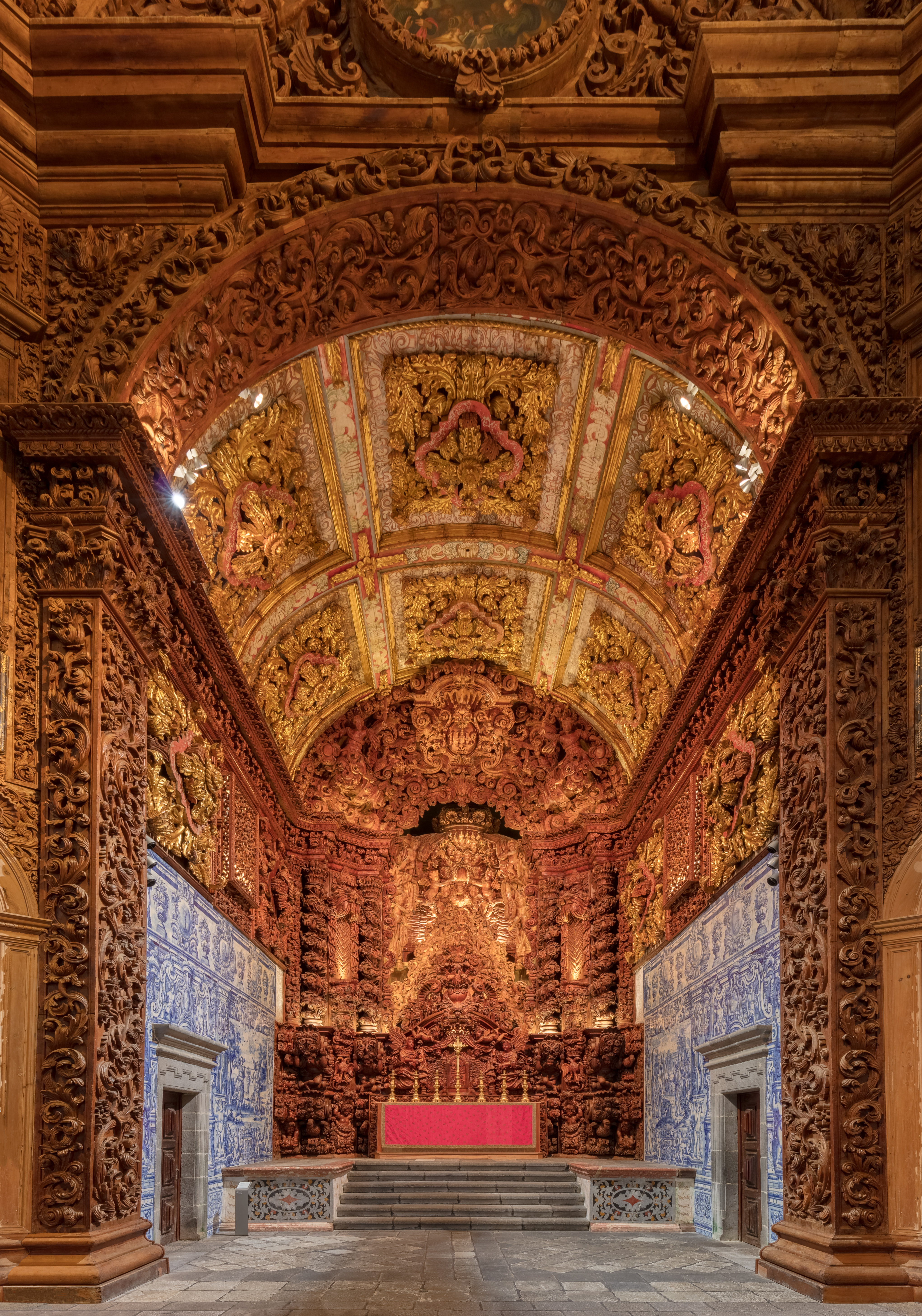
Dans la « Igreja do Colégio dos Jesuítas » (Ponta Delgada). Juillet 2020.

On peut entre autres visiter à Ponta Delgada le Musée militaire des Açores, aménagé dans le fort de São Brás, et le Musée Carlos Machado, qui comporte un Centre d'art sacré ainsi que des collections ayant trait à l'ethnographie régionale, à l'histoire naturelle, aux jouets, à l'art africain, etc. On y trouve également diverses galeries d'art, comme le Centre culturel de Ponta Delgada et la Galeria Fonseca Macedo, et aussi les théâtres Teatro Micaelense, et Coliseu Micaelense, l'ancien Collège des Jésuites abritant aujourd'hui la bibliothèque publique et les Archives régionales de Ponta Delgada, de même que la bibliothèque municipale.
En ce qui concerne l'architecture religieuse, le Couvent de Nossa Senhora da Esperança abrite l'image du Christ des miracles, point de départ des plus grandes fêtes religieuses de l'archipel des Açores, qui se tiennent le cinquième dimanche après Pâques. Mentionnons également l'église de Santo António, l'église de São José, l'Église Matrice ou São Sebastião, avec son élégant portail manuélin, l'église de São Pedro, où l'on admirera, à droite du chœur, la statue de Nossa Senhora das Dores (Notre-Dame-des-Soupirs), le Convento da Graça (couvent qui abrite l'actuelle Académie des Beaux-Arts et le Conservatoire régional de Ponta Delgada), et enfin, la synagogue.

L'église Saint Joseph à Ponta Delgada
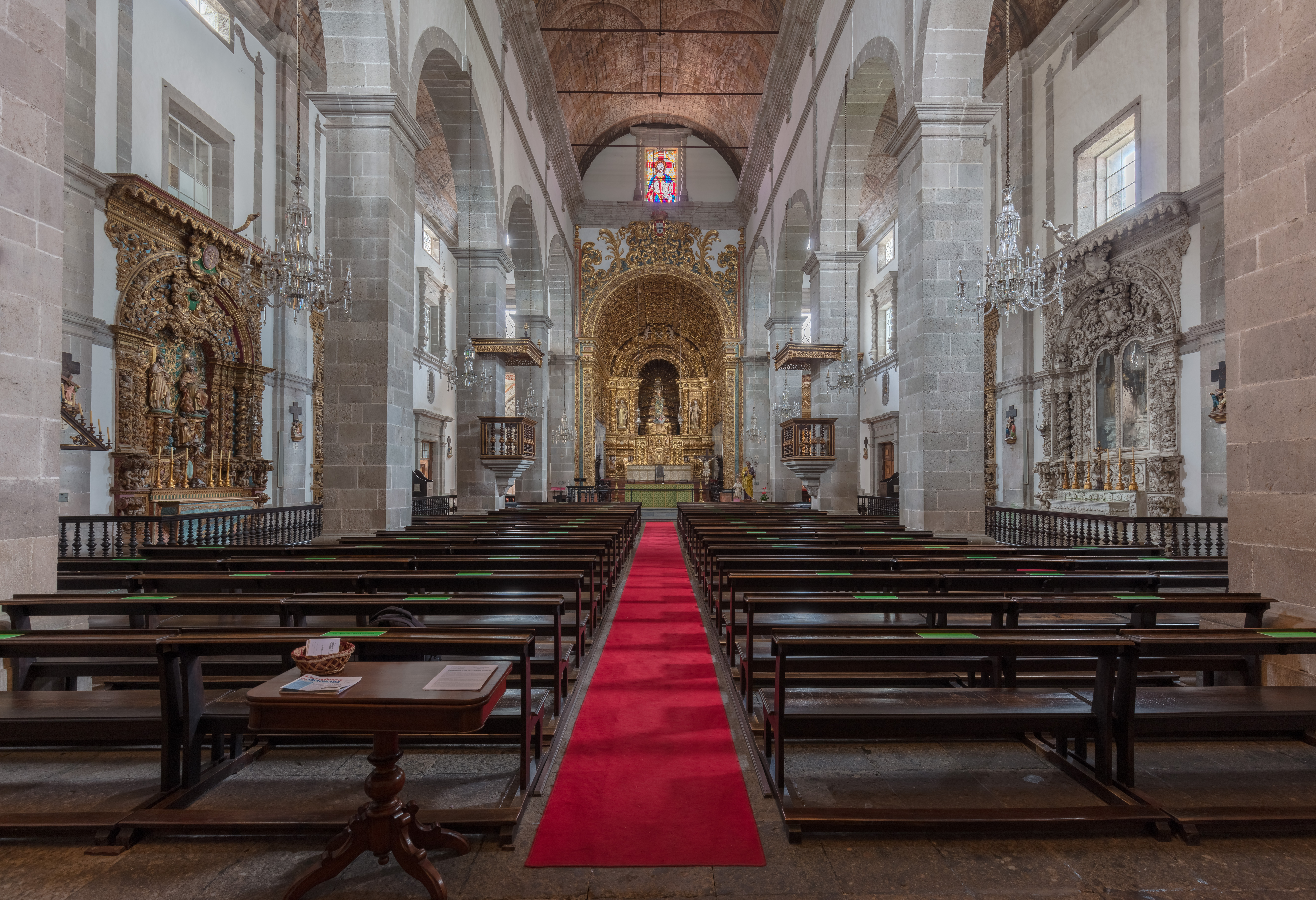
Vue générale (voir église de São José)
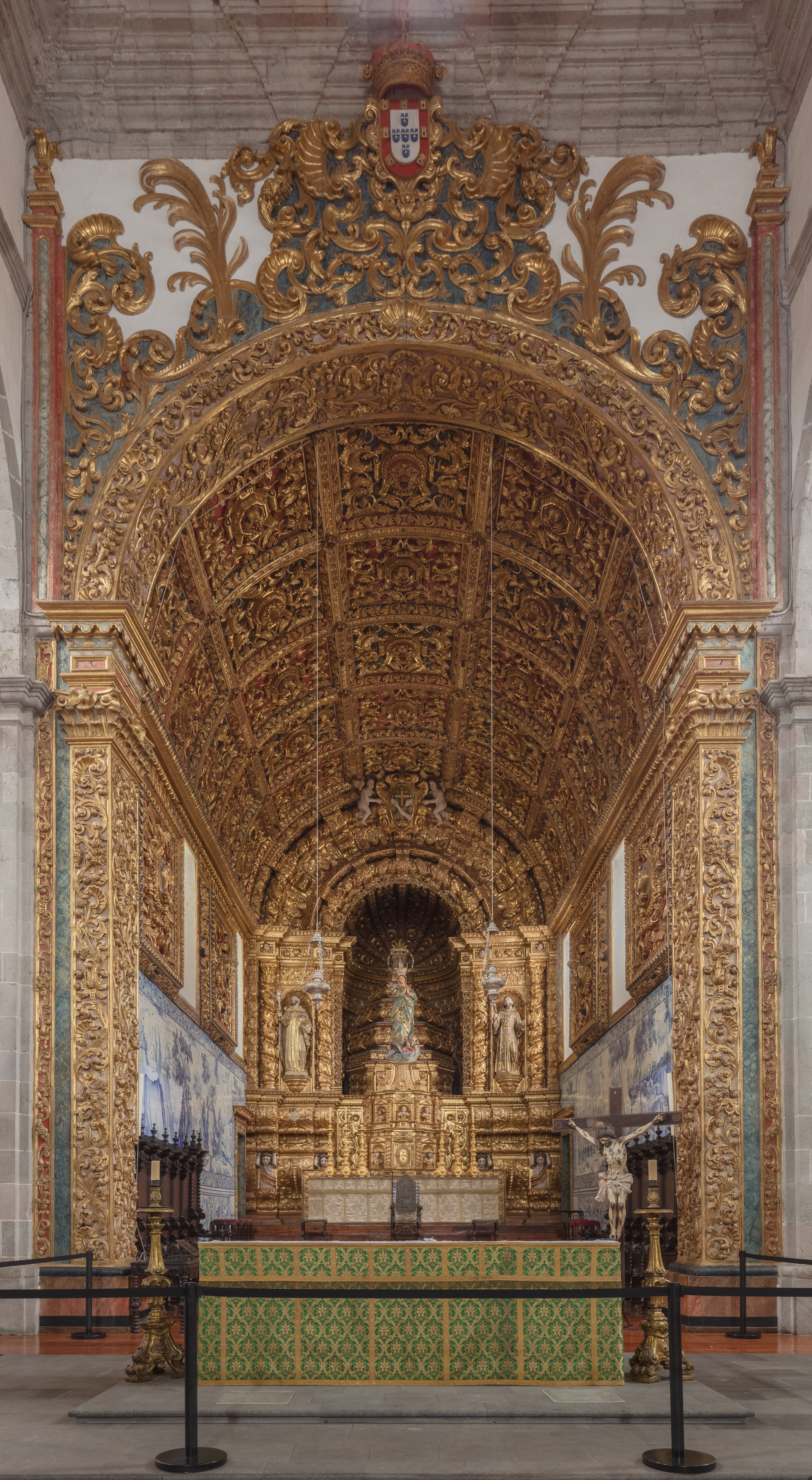
Le choeur.
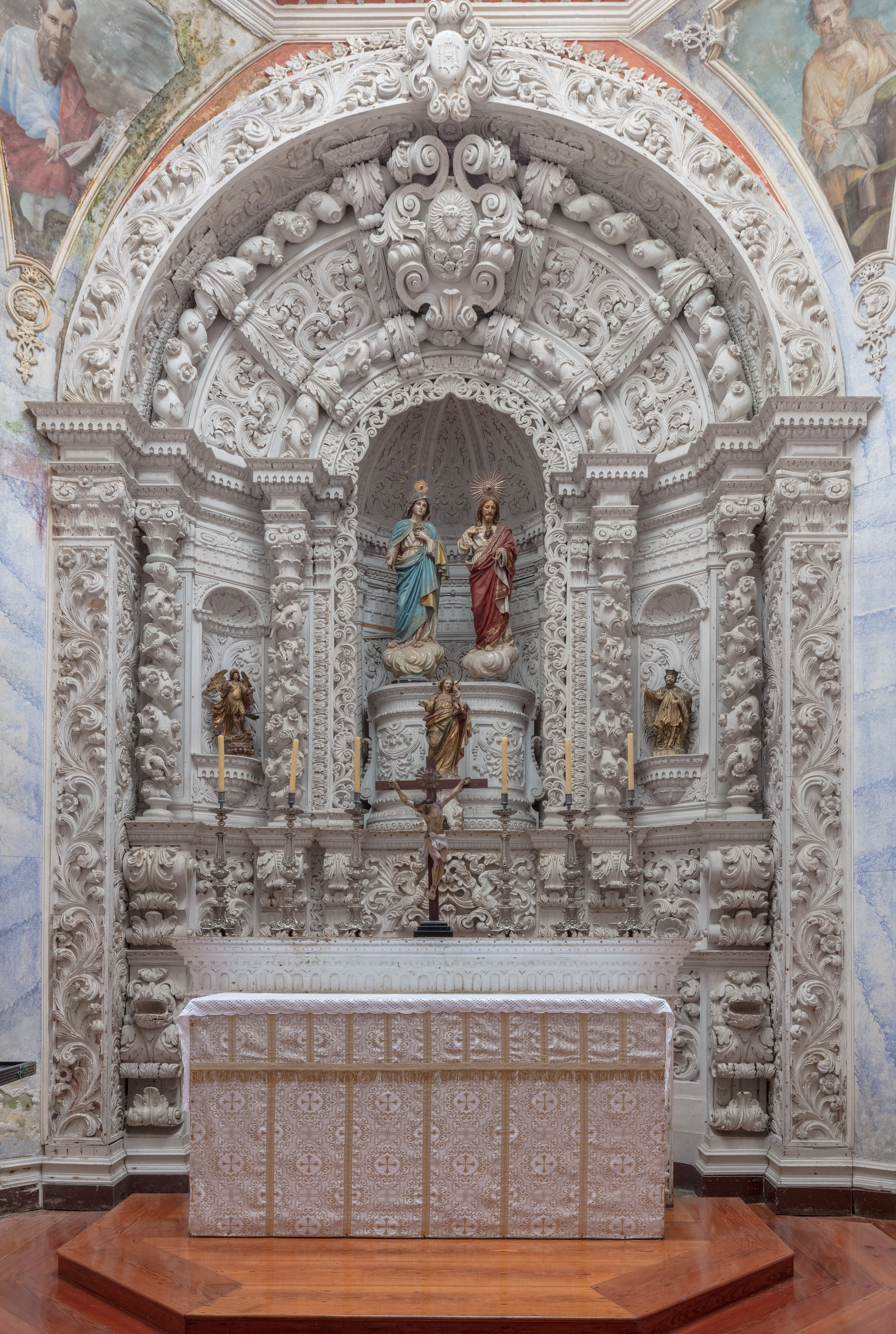
Chapelle de côté.
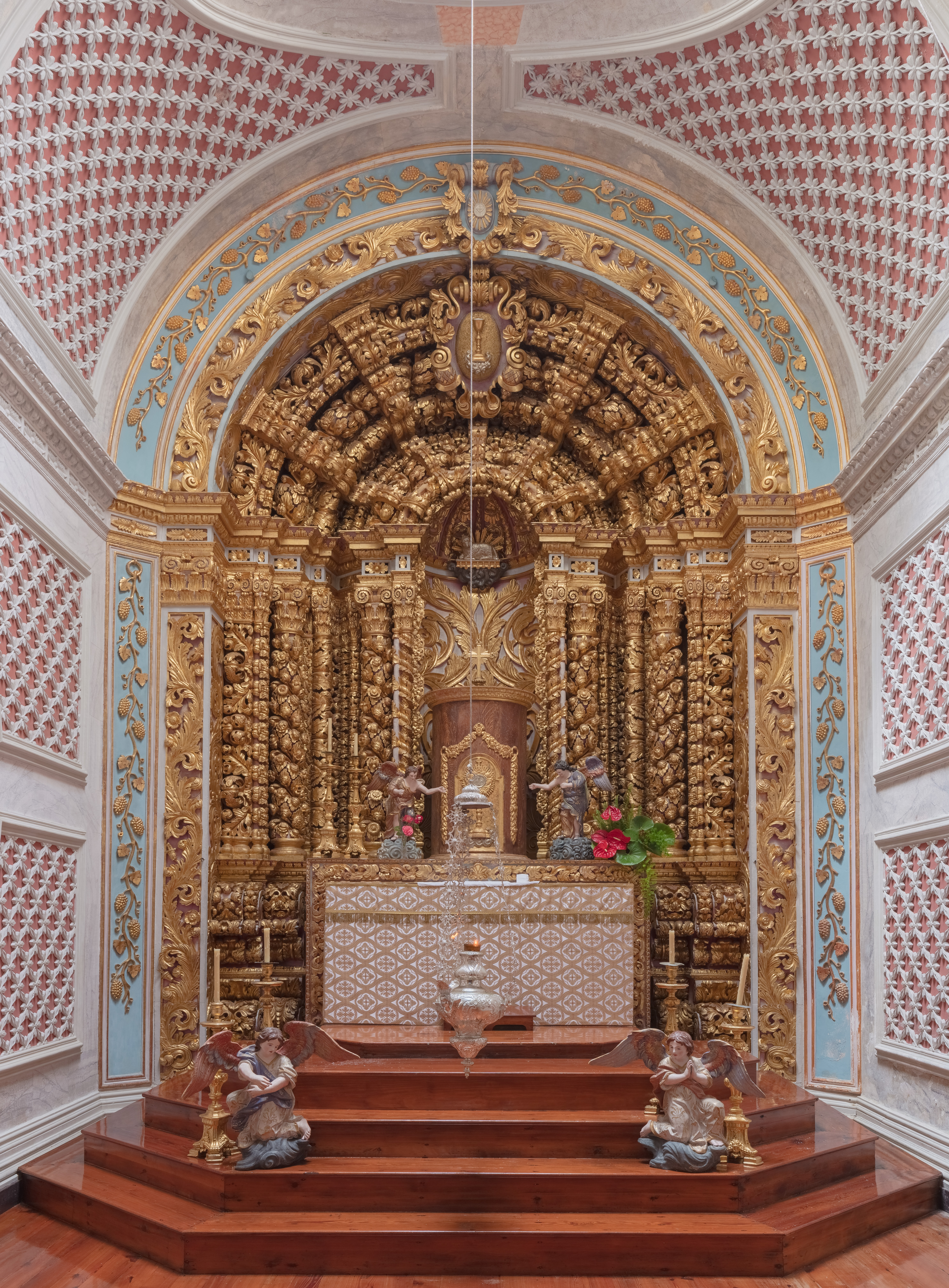
Autre chapelle.
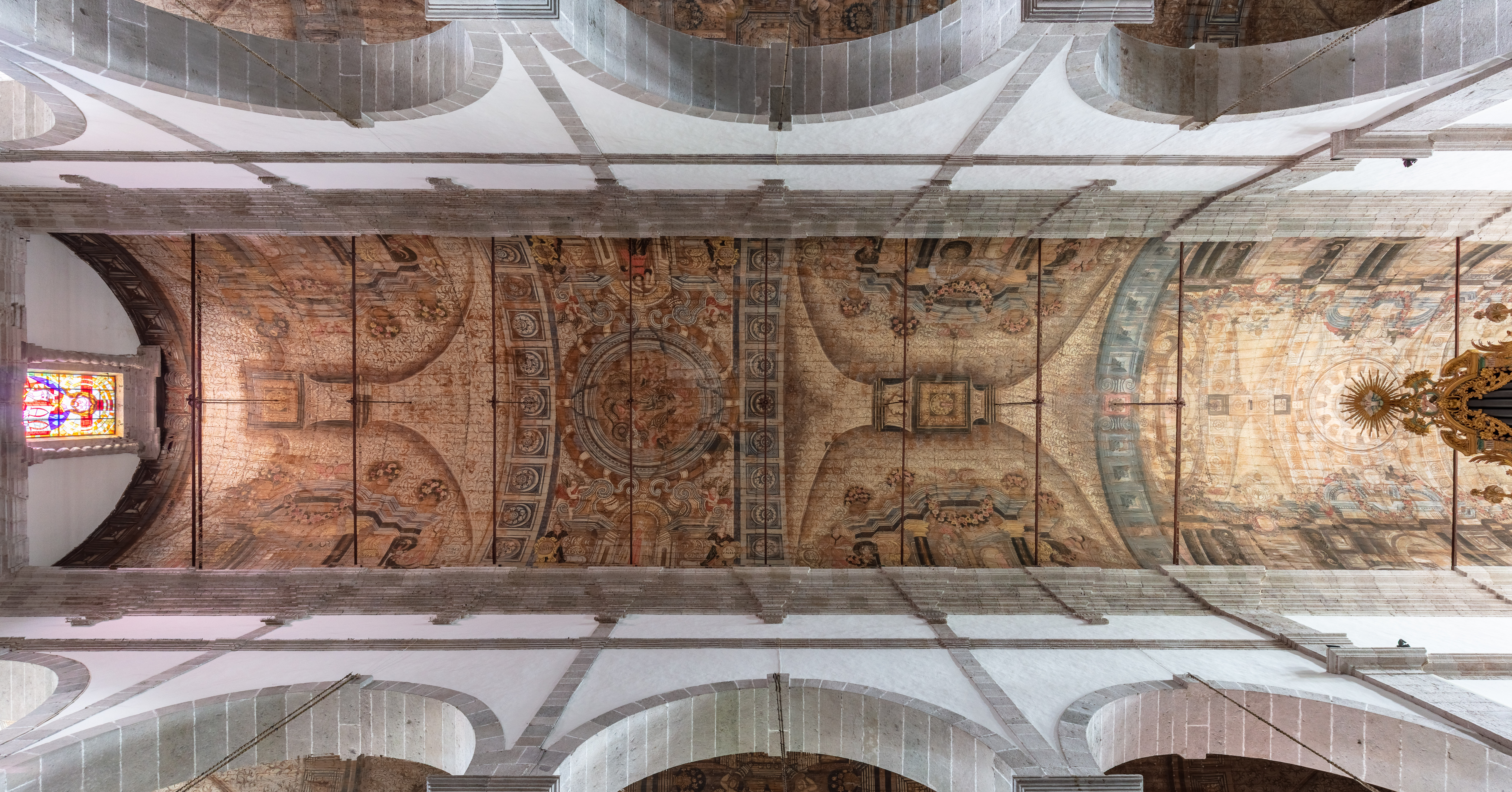
Le plafond.

On ne manquera pas non plus de visiter les grands jardins et palais des XIXe et XXe siècles, comme le Palácio de Sant'Ana, le Palais de Conceição et le Palácio do Canto.

## Criminalité
Ponta Delgada et les Açores en général ont connu une détérioration significative de la sécurité publique depuis 2020, marquant un changement dramatique par rapport à leur statut historique de région la plus sûre du Portugal. La municipalité a enregistré 3 188 affaires criminelles en 2023, représentant 32,6 % de toute la criminalité dans l'archipel des Açores.

### Tendances actuelles
La région des Açores a affiché un taux de criminalité de 40,6 pour mille habitants en 2023, significativement au-dessus de la moyenne nationale portugaise de 35,0. Cela représente un renversement pour des îles qui maintenaient certains des taux de criminalité les plus bas d'Europe durant les décennies 2000 et 2010.
La criminalité violente a atteint 255 incidents aux Açores en 2023, marquant une augmentation de 23 % par rapport à l'année précédente. Les crimes les plus courants incluent la violence domestique (821 cas), le vol de véhicules (517 cas) et le trafic de drogue (257 cas).
Les résidents rapportent une détérioration visible de la qualité de vie quotidienne, avec la consommation ouverte de drogues devenant courante dans les rues de Ponta Delgada et des incidents répétés de crimes contre la propriété. Le nombre de sans-abri a augmenté dramatiquement, avec des rapports de harcèlement agressif de la part d'individus demandant de l'argent.

### Trafic de drogue
Les Açores ont émergé comme un centre critique dans les opérations de trafic transatlantique de cocaïne. Des organisations criminelles de Serbie, du Monténégro, de Russie et d'Amérique du Sud ont établi les îles comme « bases de soutien technique » pour la contrebande maritime de drogue entre l'Amérique du Sud et l'Europe.
Les principales saisies de drogue ont inclus plus de 840 kilogrammes de cocaïne et des opérations évaluées à 300 millions d'euros, avec des réseaux criminels opérant des routes sophistiquées de yachts et de voiliers qui exploitent la position stratégique des Açores et leurs côtes étendues.

### Facteurs économiques et sociaux
Les Açores font face au plus haut risque de pauvreté du Portugal avec 31,4 %, la privation matérielle et sociale sévère affectant 12 % des résidents — le double de la moyenne nationale. Le taux de chômage de 6,5 % se combine avec le taux d'employabilité le plus bas du pays de 73,5 %, créant des conditions que la recherche identifie comme prédictives de l'augmentation des taux de criminalité.
Un facteur significatif implique des individus expulsés des États-Unis et du Canada pour des crimes qui retournent aux Açores avec des opportunités économiques limitées et, dans certains cas, des connexions établies avec des réseaux criminels. Cette population manque souvent d'opportunités d'emploi local et de systèmes de soutien social, contribuant à la récidive et à l'importation de méthodologies criminelles nord-américaines.

### Défis des forces de l'ordre
Les résidents rapportent une absence virtuelle de patrouilles à pied à Ponta Delgada, avec une présence policière limitée à des passages occasionnels de voitures de patrouille qui résultent rarement en un engagement proactif avec les problèmes de rue. Le manque de police communautaire a créé un environnement où la consommation ouverte de drogues, la mendicité agressive et la petite criminalité opèrent en toute impunité apparente.
La géographie des îles crée des défis uniques pour les forces de l'ordre, avec des ressources judiciaires et d'enquête limitées couvrant de vastes côtes sur plusieurs îles. La dépendance envers le Portugal continental pour les enquêtes criminelles spécialisées crée des retards qui permettent aux réseaux criminels d'établir des racines locales plus profondes.

## Économie

### Commerces
Les Portas do Mar (« Portes de la Mer ») sont une infrastructure dotée de divers espaces commerciaux, restaurants et esplanades; elles possèdent un parking souterrain, un port de croisière, une gare maritime, un pavillon polyvalent, une marina, un amphithéâtre en plein air, plusieurs piscines naturelles et une promenade le long de la mer.
L'avenue Infante Dom Henrique est aussi dotée d'un centre commercial comprenant diverses boutiques et hôtels[source secondaire souhaitée]
Le centre commercial Parque Atlântico, comptant plus de 100 boutiques et divers restaurants et cinémas, est aussi un agréable espace de loisirs[source secondaire souhaitée].

### Transports

#### Transports aériens
La ville est dotée d'un aéroport international qui la relie au reste de l'Europe, l'Amérique du Nord et aux autres îles de l'archipel.

#### Transports routiers
Un réseau de transports collectifs urbains et interurbains est en place.

#### Transports maritimes
Le port de la ville est le plus important de l'archipel. Il peut accueillir des bâtiments d'une longueur allant jusqu'à 250 m de long. Il est doté d'un terminal pour passagers. Le trafic de marchandises porte essentiellement sur les produits manufacturés, pétroliers, alimentaires, chimiques et les matériaux de construction, en conteneurs ou en vrac.

## Personnages célèbres
- Antero de Quental (18 avril 1842 - 11 septembre 1891), poète portugais.
- Teófilo Braga (24 février 1843 - 28 janvier 1924 à Lisbonne), écrivain portugais et deuxième Président du Portugal.
- Ernesto Hintze Ribeiro (7 novembre 1849 - 1er août 1907), homme d'État portugais.
- Roberto Ivens (12 juin 1850 dans la paroisse de São Pedro - 28 janvier 1898 à Dafundo, Lisbonne), explorateur.
- Alice Moderno (11 août 1867-20 février 1946), écrivaine, militante féministe et défenseure des droits des animaux portugaise.
- João Bosco Soares da Mota Amaral (15 avril 1943 - ) - Président du gouvernement de la region autonome des Açores (1976-1995).
- Pauleta (28 avril 1973 - ; né Pedro Miguel Carreiro Resendes), footballeur, ex-recordman du nombre de buts l'équipe du Portugal de football, également cinquième meilleur buteur de tous les temps du club français du Paris SG derrière Kylian Mbappé, Edinson Cavani, Zlatan Ibrahimović et Neymar.

## Jumelage
- Fall River (Massachusetts)